# اريلد هويتفيلد

اريلد هويتفيلد (بالدنماركية: Arild Huitfeldt)، كان مؤرخ ورجل دولة في الدنمارك، عرف عنه الكثير من الوقائع العامية في الدنمارك - اريلد هويتفيلد (أرفيد) (11 سبتمبر 1546 - 16 ديسمبر 1609 ).

## حياته
ولد هويتفيلد لعائلة أرستقراطية من سكانيا، جزءا من مملكة الدنمارك في ذلك الوقت. تلقى تعليمه جزئيا في ألمانيا وفرنسا، مسيرته جعلته مسؤول في الدولة، وكان 1573-1580، السكرتير الأول للمستشارية الدانماركية، الجهاز الإداري المركزي للملك. من 1583 إلى وفاته كان مراقب أيضا في مدرسة Herlufsholm، وهي أول مدرسة داخلية دنماركية. في عام 1586 حقق أعلى تعيينه، ليصبح مستشار دولة، أي ما يعادل تقريبياً من وزير العدل الحديث)، حتى قبل وفاته بقليل. كما تمتلك هويتفيلد العديد من العقارات عزبة والتعامل معها عددا من المهام الدبلوماسية. كسياسي وكمسؤول يبدو أنه كان مواظباً، محافظاً، ومؤنساً، وتجنب المواجهات العلنية مع زملائه.